# Guwokajen
Guwokajen is een bestuurslaag in het regentschap Boyolali van de provincie Midden-Java, Indonesië. Guwokajen telt 2596 inwoners (volkstelling 2010).